# Кибуц
Кибуц (јевр. קיבוץ, састанак, скуп) је друштвена, често земљорадничка комуна у Израелу са заједничким имањем и демократским структурама. Кибуци су имали важну улогу у стварању Израела и у ционистичком покрету, а у почетку су били под снажним утицајем социјалистичких идеја. Данас је земљорадничка производња у кибуцима допуњена другим економским гранама од индустријских засада до високо-технолошке производње. Мање од пет процената Израелаца живи у кибуцима.
Кибуци по разлозима свог постанка и начину живота унутар заједнице личе на српске задруге.

## Генерално
Данас постоје око 270 кибуц „села” са већином до 1700 житеља. Нових оснивања де факто више нема. За време стварања државе Израел у кибуцима је живело око 8 % Израелаца, данас је нешто мање од 3 %. Било је и исељавања из кибуца, посебно младих, то се али опет ухватило досељавањем најпре из САД.
Сличне кибуцима су комуне типа мошавим (око 400 села), које за разлику од кибуца имају јаче изражену приватну својину. Трећи тип земљорадничких комуна су мошавот (око 100 села) које имају европски карактер.
Члан кибуца зове се хавер (у плуралу хаверим) или кибуцник (у плуралу кибуцникс)

## Историја
Први кибуц основан је 1910. од једне ционистичке групе пореклом из Белорусије на југу Галилејског језера. Појам кибуц потиче од Јехуда Јари, јеврејског песника пореклом из данашње Украјине
Кибуци су имали виталну улогу у јеврејском насељавању Израела. Предност кибуца у њиховом почетку била је у лаком оснивању и евентуалној одбрани (нпр. од Арапа) у дотад слабо насељеним и развијеним регионима. Земља на којој је основан кибуц је обично припадала такозваном јеврејском националном фонду.
За време стварања државе Израел 1948. настао је талас нових основаних кибуца, истовременом кибуци су изгубили неке улоге ранијег времена, пре свега у насељавањем и у одбрани које су прешле на државу Израел.
Данас су кибуци изгубили доста од ранијег времена, насеља пате од недостатка млађих генерација која се сели у градове. Многи кибуци су покушавали да иду са временом, учињене су реформе у приватним својинама до тога да у неким кибуцима више нема заједничког имања, док чланови добијају обичну плату. Кибуци се све јаче развијају у „нормално село” да се више и не може говорити о социјалистичким комунама ранијег времена. Нестанак кибуца у будућности је зато јако могуће. Противни покрет таквој будућности су покушаји да се идеја кибуца пренесе у градове (градски кибуци).